# Peter Müller (Fußballspieler, 1946)
Peter Müller (* 3. Oktober 1946 in Auerbach) ist ein ehemaliger deutscher Fußballspieler. In der höchsten Spielklasse des DDR-Fußballs, der Oberliga, spielte er für den FC Karl-Marx-Stadt sowie dessen Vorgänger, der Fußballabteilung des SC Karl-Marx-Stadt. Mit dem FCK wurde er 1967 DDR-Meister. Außerdem war er ostdeutscher Junioren- und Nachwuchsnationalspieler. Mit der U-18 des DFV siegte der Karl-Marx-Städter mit der DDR-Juniorennationalelf im Jahr 1965 beim UEFA-Juniorenturnier.

## Sportliche Laufbahn

### Gemeinschafts- und Clubstationen
Müllers Fußballlaufbahn begann bei der Betriebssportgemeinschaft Wismut Auerbach im Vogtland. Im Alter von knapp 17 Jahren wurde er im Sommer 1963 zum Fußballleistungszentrum der Region, dem SC Karl-Marx-Stadt, delegiert, dessen Fußballsektion 1966 als FC Karl-Marx-Stadt ausgegliedert wurde. 1965 wurde er erstmals in der Oberligamannschaft der Karl-Marx-Städter eingesetzt. Sein Einstand in der höchsten ostdeutschen Spielklasse gab er am 27. November 1965 beim 2:0-Heimsieg gegen die BSG Chemie Leipzig.
Als der FC Karl-Marx-Stadt 1967 überraschend die DDR-Fußballmeisterschaft gewann, stand der 1,71 Meter große Abwehrspieler in allen 26 Punktspielen auf dem Feld. Seine Klasse konnte der Nachwuchsnationalspieler auch in den beiden Spielen des FCK im Europapokal der Landesmeister der Saison 1967/68 einbringen. Jeweils auf der linken Defensivbahn an der Seite von Fritz Feister aufgeboten, konnten die Karl-Marx-Städter jedoch die beiden Niederlagen (1:3 und 1:2) gegen den belgischen Meister RSC Anderlecht nicht verhindern, sodass die Karl-Marx-Städter bereits in der 1. Runde ausschieden. Es blieben seine einzigen Einsätze im Europapokal.
1969 stand Müller mit dem FCK im Endspiel um den DDR-Fußballpokal. Auch diesmal konnte er, als rechter Verteidiger aufgeboten, eine weitere bittere Niederlage nicht verhindern. Seine Mannschaft unterlag dem 1. FC Magdeburg hoch mit 0:4. Ebenso überraschend wie der FCK 1967 Meister geworden war, stieg er unerwartet nach der Saison 1969/70 ab. So musste Müller ein Jahr in der zweitklassigen DDR-Liga verbringen, wo er 25 der 30 Punktspiele bestritt, danach aber wieder in die Oberliga aufstieg.
Peter Müller spielte noch bis zum Ende der Saison 1979/80 für den FC Karl-Marx-Stadt. Insgesamt hatte er für die Karl-Marx-Städter 268 Oberligapunktspiele bestritten, ohne das dem Defensivspieler ein Treffer gelang.

### Auswahleinsätze
Beim SC Karl-Marx-Stadt überzeugte er in der Juniorenmannschaft, sodass er am 7. Oktober 1964 zu seinem ersten von insgesamt elf Einsätzen in der DDR-U-18 kam. Seinen größten internationalen Erfolg feierte er mit dem Gewinn des UEFA-Juniorenturniers, der inoffiziellen Europameisterschaft dieser Altersklasse, im Frühjahr 1965.
Bereits im Herbst desselben Jahres gelang ihm der Sprung in die  Nachwuchsauswahl des DFV, in der Peter Müller am 31. Oktober 1965, noch vor seinem ersten Erstligaeinsatz, debütierte. Am Ende standen 15 Länderspiele für ihn in diesem Team zu Buche.

## Weiterer Werdegang
Anschließend übernahm Müller, der noch während seiner aktiven Zeit zum Diplomsportlehrer ausgebildet worden war, beim Klub die Funktion des Mannschaftsleiters, die er später, abgewandelt als Leiter der Lizenzabteilung, beim FCK-Nachfolger Chemnitzer FC fortsetzte. Im Jahr 2011 beendete er nach 48 Jahren seine hauptamtliche Tätigkeit als Spieler und Funktionär beim FCK/CFC.